# Медведєва Наталія Борисівна
Ната́лія Бори́сівна Медве́дєва (25 (12) грудня 1900, Саратов, Російська імперія — після 1960) — радянський фізіолог тварин, доктор біологічних наук, професор, старший науковий співробітник Інституту клінічної фізіології АН УРСР та Інституту експериментальної біології та патології НКОЗ УРСР. Сестра Ніни Медведєвої.

## Біографія
Народилася в Саратові. Навчалася в Саратовському університеті. Закінчила його 1922 року, після випуску працювала в ньому до 1927 року. У 1927—1929 роках працювала в Саратовському ветеринарному інституті. У 1929—1932 роках була науковим співробітником Волзької рибної господарської станції.
У 1932 році переїхала до Києва на запрошення Олександра Богомольця. З 1932 року була старшим науковим співробітником Інституту експериментальної біології і патології. Паралельно в 1940—1950 роках працювала на такій же посаді відділу патологічної фізіології в Інституті клінічної фізіології АН УРСР.
У 1938 році здобула ступінь доктора біологічних наук.
З 1946 року була в складі вченої ради Інституту ентомології та фітопатології.
У 1957—1960 роках працювала старшим науковим співробітником відділу генетики Інституту зоології АН УРСР.

## Наукові публікації
- Учение о вегетативной нервной системе в современной физиологии и патологии. Саратов, 1924(рос.)
- О влиянии солей на выживаемость Corophium curvispinum[en] G. O. Sars // Работы Волж. биол. станции. Саратов, 1925. Т. 8(рос.)
- Die Microtauna der Salzeen Elton und Baskuntshak // Mikrokosmos. 1927(нім.)
- Нервова система і вуглеводний обмін у безхребетних // Пр. конф. з мед. біології. 1937 (співавт.)
- Матеріали про еволюцію гуморальної регуляції функцій. К., 1938
- (рос.)Эволюция гуморальной регуляции функций организма // Успехи соврем. биологии. 1939
- Теплопровідність шкірних покривів у щурів // Медичний журнал, 1939. Т. 9
- Дія антиретикулярної цитотоксичної сироватки на зростання і метаморфоз деяких амфібій // Там само. Т. 10, вип. 1.
- Медведєва Н. Б. Динаміка морфологічного складу гемолімфи малярійного комара у зв'язку з його біологією // Мед. журн. — 1947. — Т. 16. — С. 166—186

### Доповіді в АН УРСР
- Медведєва Нат. Б. Джерела утворення мезенхімних клітин у комах (1943).
- Медведєва Нат. Б. Клеточные элементы физиологической системы соединительной ткани у насекомых (1943).
- Медведєва Нат. Б. Еволюція фізіологічної системи сполучної тканини (1944)